# Nigeriaanse presidentsverkiezingen 2003
De Nigeriaanse presidentsverkiezingen van 2003 vonden op 19 april plaats en werden gewonnen door zittend president Olusegun Obasanjo van de Peoples Democratic Party (PDP). Muhammadu Buhari, die als tweede eindigde, was van 1983 tot 1985 als hoofd van de toenmalige militaire raad staatshoofd van Nigeria geweest. Bij de presidentsverkiezingen van 2007 en 2011 eindigde hij telkens als tweede om uiteindelijk in 2015 tot president te worden gekozen.
Tijdens de verkiezingen was er sprake van ongeregeldheden (fraude, intimidatie). Er zouden ten minste 100 doden zijn gevallen in de periode rond de verkiezingen.
| Kandidaat                         | Kandidaat                         | Partij                            | Stemmen    | %     |
| --------------------------------- | --------------------------------- | --------------------------------- | ---------- | ----- |
|                                   | Olusegun Obasanjo                 | People's Democratic Party         | 24.456.140 | 61,94 |
|                                   | Muhammadu Buhari                  | All Nigeria Peoples Party         | 12.710.022 | 32,19 |
|                                   | Chukwuemeka Odumegwu Ojukwu       | All Progressives Grand Alliance   | 1.297.445  | 3,29  |
| Ongeldige stemmen/ blanco stemmen | Ongeldige stemmen/ blanco stemmen | Ongeldige stemmen/ blanco stemmen | 2.538.246  |       |
| Totaal                            | Totaal                            | Totaal                            | 42.018.735 |       |
| Geregistreerde kiezers/ opkomst   | Geregistreerde kiezers/ opkomst   | Geregistreerde kiezers/ opkomst   | 60.823.022 | 69,08 |
| Bron: AED (36 staten + FCT)       |                                   |                                   |            |       |

## Afbeeldingen

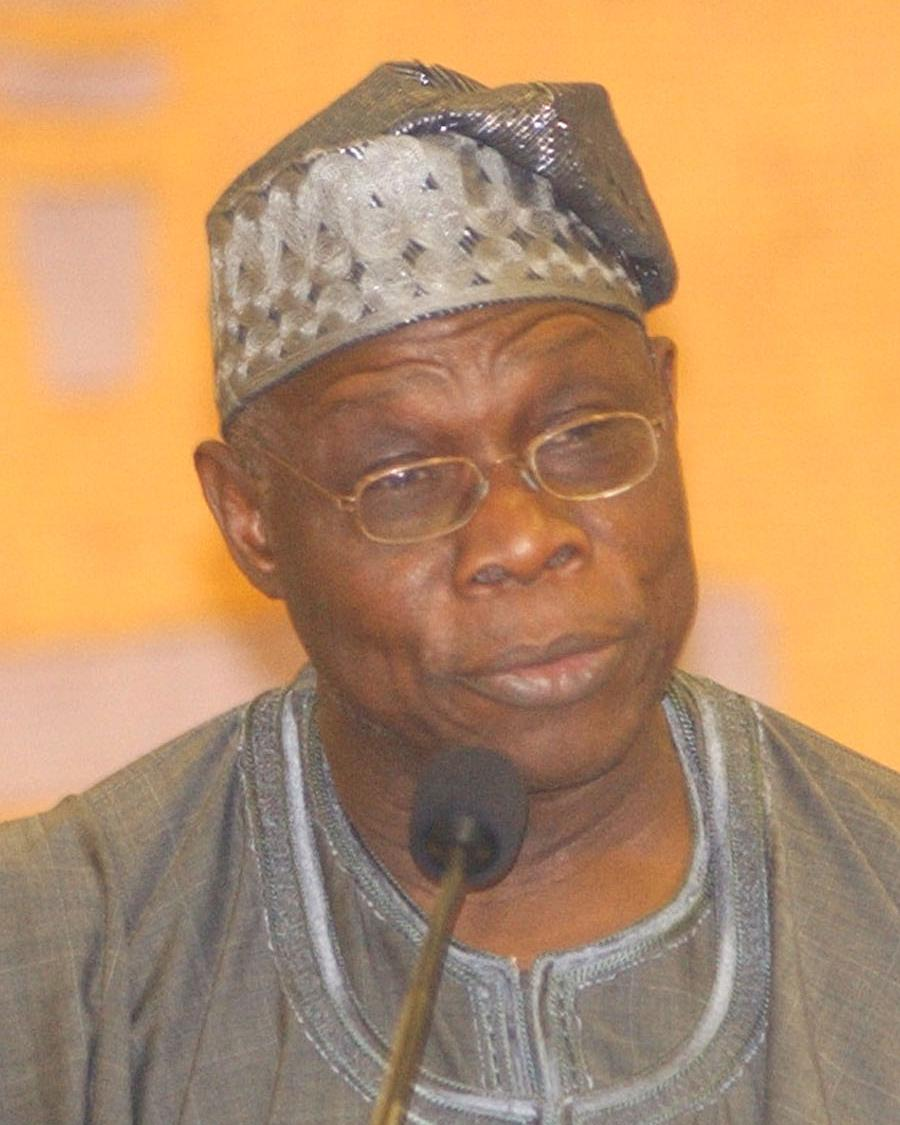
Zittend president Olusegun Obasanjo won de presidentsverkiezingen met bijna 62% van de stemmen
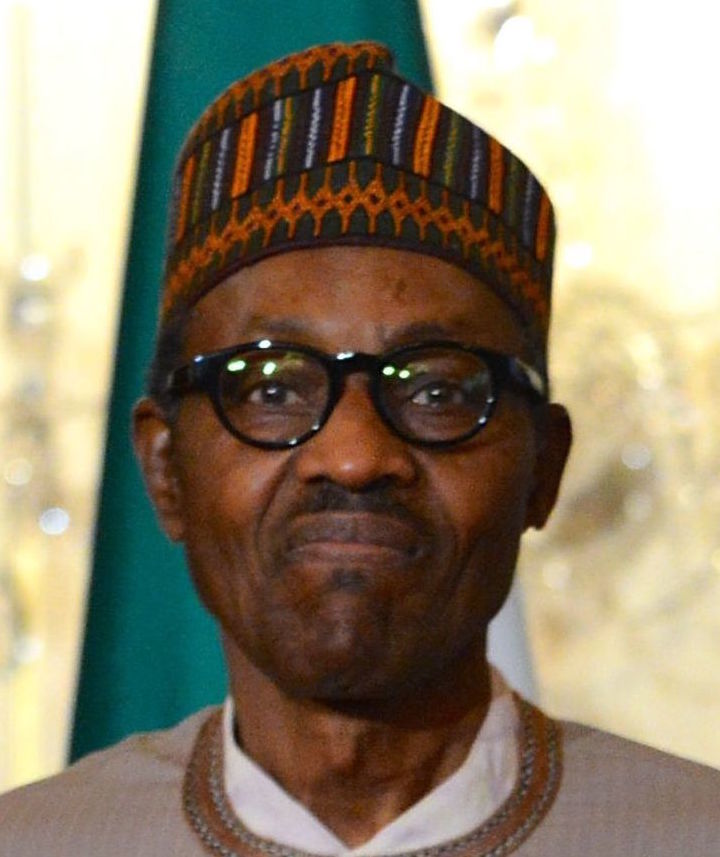
Muhammadu Buhari verloor de presidentsverkiezingen met bijna 32% van de stemmen